# McKroket

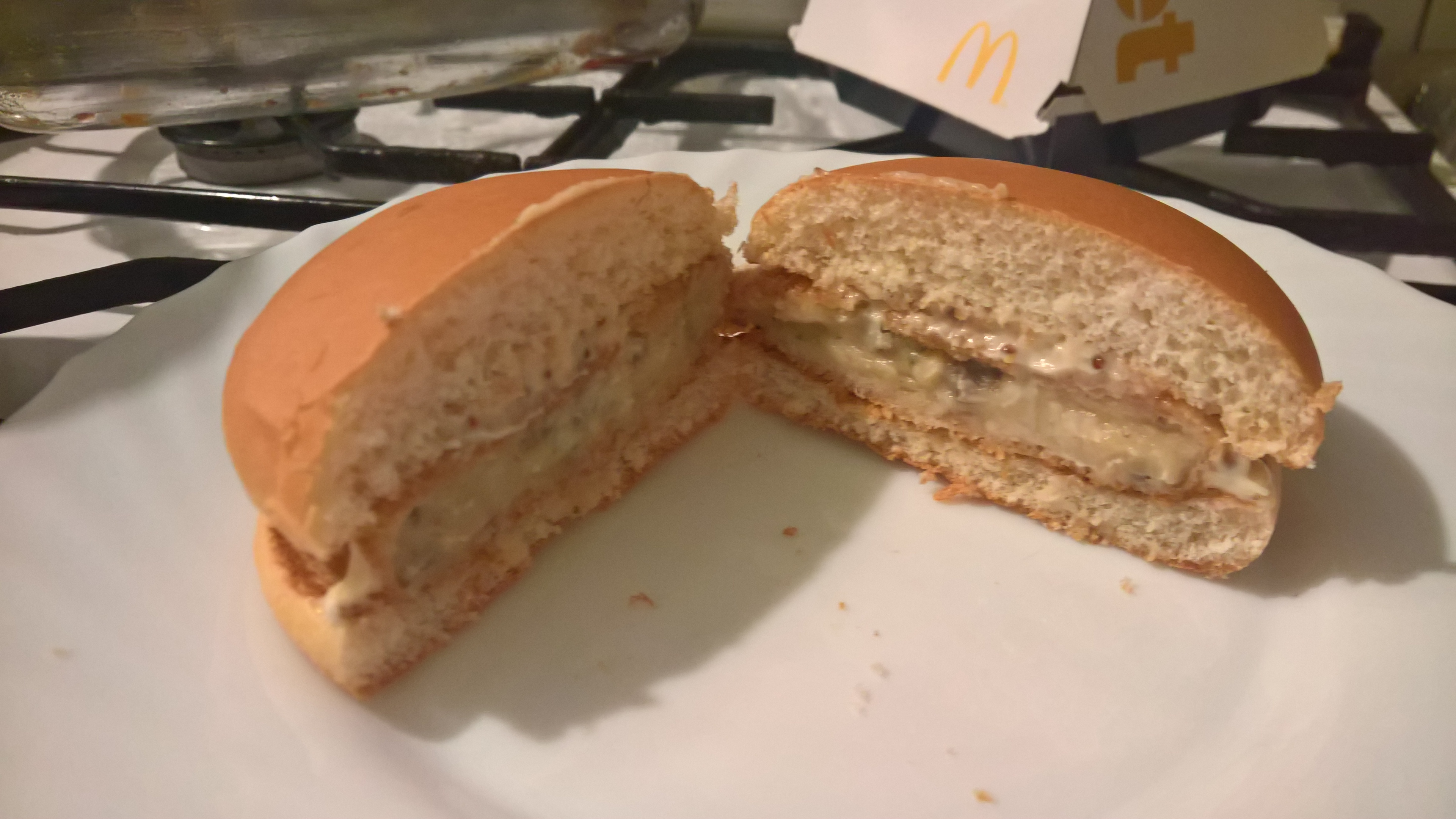

La McKroket est un produit en vente dans les restaurants McDonald's, uniquement aux Pays-Bas, à Curaçao et en Belgique.
La McKroket est composée d'un pain à hamburger, d'une croquette et de moutarde de Dijon. Cette composition s'inspire de la « kroket » néerlandaise.
La McKroket est au menu depuis l'ouverture du premier McDonald's aux Pays-Bas, aux côtés de la compote de pommes et de la cuisse de poulet, spécificités originelles des restaurants bataves de la chaîne de l'Illinois. Le produit a toutefois disparu de la carte après quelques années, puis revenir en 1999 lors d'offres promotionnelles (les « Hollandse weken », les « semaines hollandaises »). Cette réintroduction connaissant un véritable engouement, la McKroket est depuis revenue de manière permanente.